# Sixaola (stad)
Sixaola is een dorp (villa) en deelgemeente (distrito) in de provincie Limón in het zuidoosten van Costa Rica. Het is gelegen aan de rivier Sixaola, die de grens tussen Costa Rica en Panama vormt. Aan de andere kant van de grens ligt het Panamese dorp Guabito. Sixaola is de enige grensovergang tussen deze twee landen aan de Caribische kant. Sixaola heeft 11.200 inwoners. 